# Viridonia
Viridonia is een uitgestorven geslacht van zangvogels uit de vinkachtigen (Fringillidae).

## Soorten
Het geslacht kent één soort:
- † Viridonia sagittirostris – Grote amakihi Rothschild, 1892